# Królewicz Marko

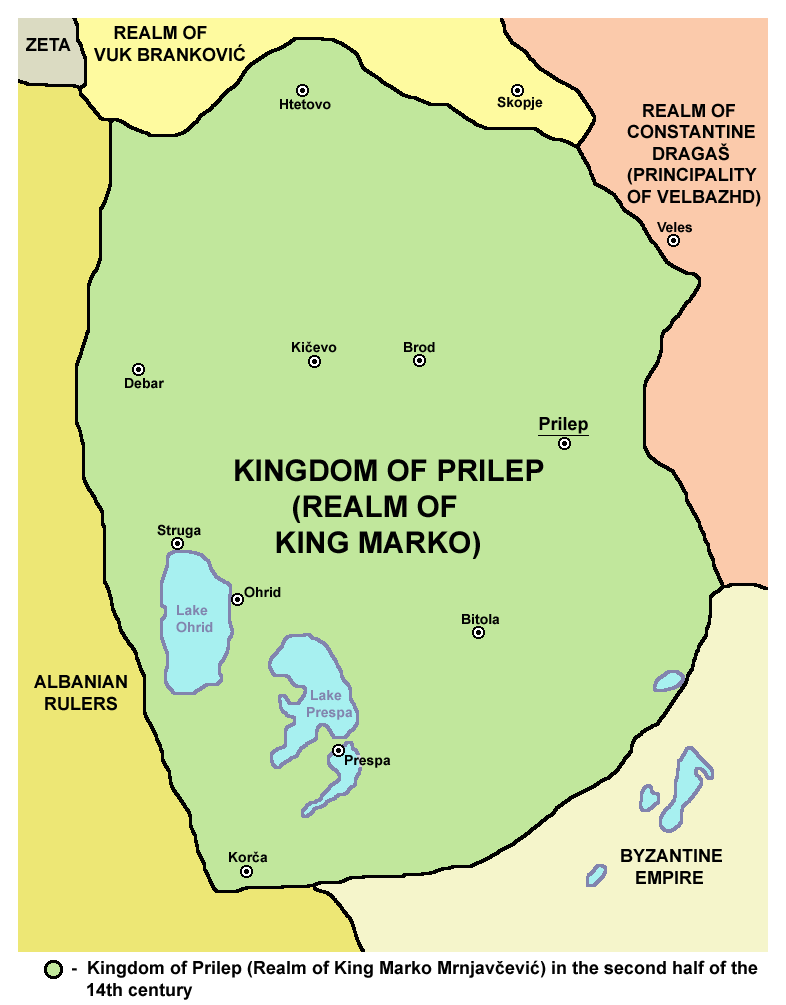

Królewicz Marko (serb. Краљевић Марко, właśc. Марко Мрњавчевић, zwany także Marko Kraljević, Markov Kamen, Markova Kuka, Markova Rupa, ur. ok. 1335, zm. 17 maja 1395) – serbski książę, syn króla Vukašina, z serbskiej dynastii Mrnjawczewiciów.
Panował nad ziemiami współczesnej Macedonii. Po śmierci ojca w bitwie z Turkami nad rzeką Maricą (1371), stał się tureckim wasalem.
Poległ w bitwie na Rowinie 17 maja 1395, podczas wyprawy sułtana Bajazyda I Błyskawicy przeciw hospodarowi wołoskiemu Mirczy Staremu, w której brał udział jako turecki lennik. Wykorzystując jego śmierć Turcy przejęli w bezpośrednie władanie jego ziemie, tworząc z nich prowincję Imperium Osmańskiego. Mimo że był lennikiem Porty i poległ walcząc w sułtańskiej armii, nie był im nadmiernie przychylny, a po śmierci został bohaterem pieśni ludowych, przedstawiających go jako wielkiego serbskiego przeciwnika Turków.